# Florence Ayscough
Florence Ayscough MacNair (1875/1878 - 24 de abril de 1942) fue una sinóloga, escritora y traductora de literatura china.

## Infancia y educación
Florence Ayscough, de soltera Wheelock, nació entre 1875 y 1878 en Shanghái, China. Su padre fue el canadiense Thomas Reed Wheelock y su madre la americana Edith H. Clarke. En esa época el Imperio Británico regía sobre Canadá, y puesto que el padre era canadiense, Ayscough tenía la categoría de británica nacida en China.
Ayscough se mudó a Estados Unidos a los nueve años y estudió en la Escuela Shaw en Brookline, Massachusetts, cerca de Boston.  Allí conoció a Amy Lowell, poeta estadounidense, con quien entabló amistad de por vida.  La familia de Ayscough volvió a China cuando ella tenía poco más de veinte años.  Estudió sociología, literatura y arte de China.

## Carrera
Ayscough fue profesora de literatura y arte chino en la universidad, y publicó ocho libros sobre traducción, crítica literaria, cultura e historia de China.  Impartió conferencias en ciudades como Londres, París, Berlín y Nueva York.  En 1938, Ayscough aceptó un puesto indefinido de profesora en la Universidad de Chicago, donde impartió clases sobre literatura china y continuó trabajando en la traducción y la documentación de la historia y la cultura de China.
Fue bibliotecaria honorífica de la Royal Asiatic Society of China (North Branch) de Shanghái durante quince años.
Era coleccionista de obras chinas contemporáneas, entre otras obras de Xugu. Sus esfuerzos presentaron esta forma de arte chino al público estadounidense.
Su obra incluía traducciones de poesía clásica y ensayos sobre arte, historia y filosofía china. Se centró en corregir presentaciones ya existentes pero incorrectas sobre la cultura china antigua y contemporánea, como por ejemplo, la visión de China como una cultura estancada. Además de contrarrestar los estereotipos negativos con revaluaciones positivas, también trató de corregir información errónea. Por ejemplo, en su reseña de la novela del 1931 La Buena Tierra de la escritora estadounidense Pearl S. Buck, Ayscough elogió la elección del campesinado chino contemporáneo como tema principal, pero criticó la precisión de los argumentos de la obra.
Ayscough influyó en el trabajo de su amiga, la escritora Amy Lowell. En 1917, Ayscough introdujo a Lowell en la pintura y la poesía china. En una visita a Estados Unidos, trajo consigo imágenes con palabras chinas que tradujo al inglés, y que luego Lowell convirtió en poesía rimada. Por ello se la considera la causante del interés en la cultura asiática y la poesía china de Lowell.

### Publicaciones
Su primer libro, Fir-Flower Tablets (Pastillas de Flor de Abeto), con Amy Lowell, fue una traducción de poemas chinos. A Chinese Mirror (Un espejo chino), publicado en 1925, fue un análisis de la estructura del gobierno de la sociedad china, en particular del simbolismo de los palacios imperiales de Pekín. Publicó Tu Fu, the Autobiography of a Chinese Poet (Tu Fu, Autobiografía de un Poeta Chino) en 1932, que consistió en la traducción de los poemas de Tu Fu y en una biografía construida a partir de su poesía. En 1934 publica Travels of a Chinese Poet (Viajes de un poeta chino). Estas dos obras contribuyeron a la introducción de Tu Fu en el público británico. Ayscough escribió, también, dos libros destinados a lectores más jóvenes: Autobiography of a Chinese Dog (La Autobiografía de un Perro Chino), un relato sobre Shanghái desde la perspectiva de su perro pekinés Yo-fei, y Fire-Cracker Land (Tierra de Petardos). En su trabajo final, Chinese Women Yesterday and To-day (Mujeres Chinas Ayer y Hoy), publicado en 1937, examinó a las líderes de las mujeres chinas contemporáneas como sucesoras de una larga línea de mujeres chinas competentes, pero aisladas.
Ayscough también contribuyó en la creación de artículos para La Enciclopedia Sinica.

## Vida personal
El primer marido de Ayscough fue el comerciante e importador británico Francis Ayscough, a quien conoció después de volver a Shanghái, China. En esta época, y pudiendo dedicarse a su familia, decidió aprender a hablar y leer mandarín.  Su esposo murió en 1933, tras una larga enfermedad.  A su muerte, Florence dedicó a su marido y a sus difuntos suegros una vidriera acristalada en la iglesia de Cradley, Herefordshire.
Ayscough se casó con su segundo marido, el sinólogo Harley Farnsworth MacNair, en 1935.  Ayscough nombró sus casas en Chicago siguiendo la tradición de nomenclatura china: Wild Goose Happiness House (Casa de la Felicidad del Ganso Salvaje) y House of the Wutung Trees (Casa de los Árboles Wutung) en honor al cuadro de Ren Yi en su colección.
A Ayscough le gustaba navegar, la natación, el teatro y la música, y fue miembro de la English Speaking Union. Era una hábil amazona, cuyo interés en los caballos partía de su niñez. Además de mandarín, hablaba francés y alemán con fluidez.
En 1941, Ayscough fue ingresada en el Chicago Osteopathic Hospital, donde murió el 26 de abril de 1942 después de una larga enfermedad.  Su funeral se realizó en la First Unitarian Church de Chicago, dirigido por el Dr. Von Ogden Vogt. Fue enterrada en el cementerio de Forest Hills, en Jamaica Plain, Massachusetts.

### Legado
Después de su muerte, la correspondencia de Ayscough con su amiga, la poeta Amy Lowell, fue recopilada y publicada por su esposo, el profesor universitario Harley Farnsworth MacNair. Al año siguiente publicó una biografía de su esposa titulada The Incomparable Lady.  MacNair donó la colección de su mujer, que constaba de 1,292 libros en chino, a la Biblioteca del Congreso.